# Otto Theodor von Seydewitz

Otto Theodor von Seydewitz im Jahr 1879 als Reichstagspräsident des Deutschen Kaiserreichs

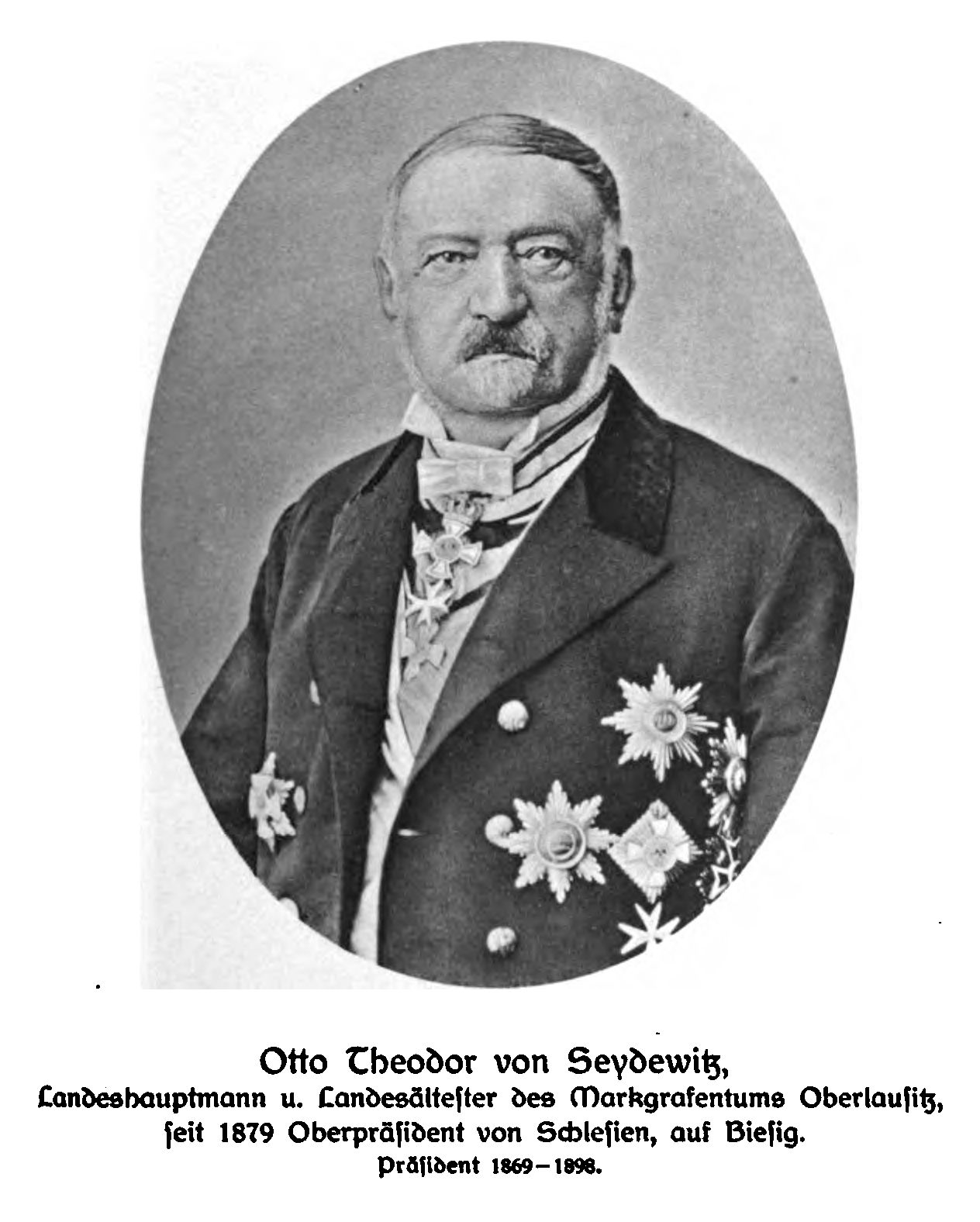
Otto Theodor von Seydewitz

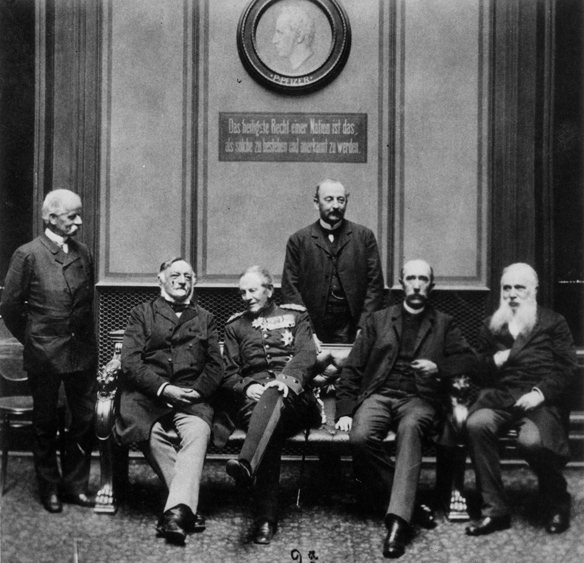
Mitglieder der Reichstagsfraktion der Deutschkonservativen Partei (von links nach rechts): Rudolph Wichmann, Otto von Seydewitz, Helmuth von Moltke, Graf Konrad von Kleist-Schmenzin, Otto von Helldorff, Karl Gustav Ackermann.

Otto Theodor von Seydewitz (* 11. September 1818 in Großbadegast; † 12. November 1898 in Biesig bei Reichenbach/O.L.) war ein deutscher Politiker, der von 1879 bis 1880 Reichstagspräsident des Deutschen Kaiserreiches war.

## Leben
Otto Theodor von Seydewitz stammt aus dem meißnischen Uradelsgeschlecht von Seydewitz und ist der zweitälteste Sohn des Kurt von Seydewitz (1780–1853). Er absolvierte ein Studium für Rechtswissenschaften in Berlin und trat 1840 als Auskultator in den Staatsdienst der Justiz. Er ging 1842 in den Verwaltungsdienst und war von 1844 bis 1845 beim Landratsamt in Merseburg tätig.
1855 wurde er zum Landesbestallten der preußischen Oberlausitz, 1858 zum Landrat in Görlitz und 1864 zum Landeshauptmann und Landesbesten der Oberlausitz erwählt. Ab 1845 war er Mitglied des Oberlausitzer und seit 1851 Mitglied sowie Landtagsmarschall des Schlesischen Provinziallandtages. 1875 wurde er zum Vorsitzenden des Provinzialausschusses ernannt. Seydewitz wurde Mitglied der Zentrallandschaftsdirektion und Präsident der Oberlausitzischen Gesellschaft der Wissenschaften. Von 1867 bis 1871 war er Mitglied des Reichstages des Norddeutschen Bundes und von 1871 bis 1884 des Deutschen Reichstages, wo er sich der Konservativen Partei anschloss. Er vertrat als Abgeordneter den Wahlkreis Regierungsbezirk Liegnitz 10.
Am 21. Mai 1879 wurde er nach dem Rücktritt von Maximilian Franz August von Forckenbeck von Konservativen und Zentrumspartei zum Reichstagspräsidenten gewählt und im August 1879 anstelle von Robert Viktor von Puttkamer zum Oberpräsidenten von Schlesien ernannt. 1880 lehnte er eine Wiederwahl ab. Seydewitz trat im Plenum nie auf, hatte aber in der konservativen Fraktion großen Einfluss.
Otto Theodor von Seydewitz heiratete am 7. März 1844 Hedwig Marie Henriette von Kiesenwetter (* 8. Juli 1819 in Reichenbach/O.L.; † 18. April 1886 in Breslau), die Tochter des sächsischen Landtagsabgeordneten Ernst Philipp von Kiesenwetter. Das Paar hatte drei Söhne und eine Tochter. Der älteste Sohn Damm von Seydewitz wurde königlich-preußischer Kammerherr und Landeshauptmann der preußischen Oberlausitz. Tochter Hedwig heiratete Paul von Wiedebach und Nostitz-Jänkendorf.

## Ehrungen
Ein 1914 vom Berliner Bildhauer Victor Seifert geschaffenes Denkmal von Otto von Seydewitz stand in Reichenbach/Oberlausitz an der Ecke Bahnhofstraße/Gartenstraße, gegenüber dem Haus Bahnhofstr. Nr. 13. Der Platz dort ist noch frei und von Hecken eingezäunt, aber es steht nur noch ein steinerner Sockel da, welcher auch nicht der originale Denkmalssockel ist – wenn man ihn mit alten Postkarten vergleicht.